# Cabra, marcado para morir
Cabra, marcado para morir (titulada originalmente en portugués Cabra marcado para morrer) es una película documental brasileña dirigida y escrita por Eduardo Coutinho.
Mientras sustituía a un cámara del Centro Popular de Cultura (CPC) en 1962, Eduardo Coutinho filmó una manifestación de protesta por la muerte del líder campesino João Pedro Teixeira. El presidente del CPC ofreció a Coutinho la dirección de una película basada en el libro O Rio ou Relação da Viagem que Faz o Capibaribe de Sua Nascente à Cidade do Recife, de João Cabral, pero, debido a la falta de acuerdo con el escritor, el proyecto pasó a basarse en la vida de Teixeira y en los movimientos campesinos del norte de Brasil . Su rodaje comenzó dos años después, pero el material hasta entonces realizado fue requisado y parte del equipo fue detenido tras el Golpe de Estado acontecido en Brasil el 31 de marzo de 1964.
En 1979 Coutinho retomó el proyecto, pero le dio una perspectiva distinta. Se reunió con los campesinos que habían colaborado en el pasado y con los familiares de Teixeira, y recogió sus reacciones ante la dictadura brasileña de las dos décadas pasadas, usando también el material que había podido recuperar del antiguo proyecto. 
La película fue estrenada cinco años después, en 1984, y ganó varios premios en festivales como el de Berlín o Gramado.